# Argyroderma
Argyroderma  ist eine Pflanzengattung aus der Familie der Mittagsblumengewächse (Aizoaceae). Der botanische Name der Gattung leitet sich von den griechischen Worten ἄργρος (argyros) für „Silber“ und δέρμα (derma) für „Haut“ ab und verweist auf die silbernen graugrünen Blätter der Pflanzen.

## Beschreibung
Die Pflanzen der Gattung Argyroderma  sind ausdauernde Pflanzen, die rasenbildend bis kompakt wachsen. Bei einigen Arten sind die Laubblätter auf ein einziges Blattpaar reduziert. Einige Arten wachsen in den Boden eingesenkt. Die silbernen bis graugrünen, gegenständigen Blätter sind finger- bis daumenförmig und mehr oder weniger gerundet. Die Blattpaare sind an der Basis miteinander verwachsen. Ihre glatte Epidermis ist nicht gepunktet oder warzig und hat tief eingesunkene Spaltöffnungen. Die Epidermis besteht aus Zellen mit sehr dicken Wänden und enthält eine dicke Schicht Kristallsand. Alte Blätter bleiben oft mehrere Jahre an den Pflanzen.
Die einzelnen, gestielten, gelben, purpurfarbenen, roten oder selten weißen Blüten besitzen Hochblätter und einen deutlichen Blütenbecher von 2 bis 4 Millimeter Länge. Ihre 6 bis 8 Kelchblätter sind zu einer kurzen Röhre verwachsen. Die in einem dichten Ring stehenden Staubblätter sind nach innen gebogen und verhüllen das an der Spitze des Fruchtknotens befindliche kleine, ringförmige Kissen, das aus verwachsenen Narben besteht. Die 10- bis 24-fächrigen Kapselfrüchte ähneln denen der Gattung Leipoldtia, haben aber ziemlich schmale Klappenflügel. Der Blütenbecher verbleibt bis zur nächsten Regenperiode an der Kapsel. Die glatten braunen Samen sind mehr oder weniger gerundet und 0,5 bis 0,85 Millimeter lang sowie 0,35 bis 0,65 Millimeter breit.
Die Blütezeit der Pflanzen beginnt in ihrer Heimat im April und reicht bis in den Juni. Die Blüten öffnen sich am Mittag und schließen sich am Abend wieder.

## Systematik, Chromosomenzahl und Verbreitung
Das Verbreitungsgebiet der Gattung Argyroderma liegt im Nordwesten der südafrikanischen Provinz Westkap in der Halbwüste Knersvlakte und erstreckt sich von Vanrhynsdorp bis nach Vredendal. Die Pflanzen wachsen auf quarzithaltigen Ebenen oder an Hängen, selten auch auf sandigen oder leicht salzigen Ebenen. Die jährliche Niederschlagsmenge liegt unter 200 Millimeter, wobei der Hauptanteil im Winter fällt.
Die Chromosomenzahl ist {\displaystyle 2n=18}.
Die Erstbeschreibung wurde 1922 von Nicholas Edward Brown veröffentlicht. Die Typusart ist Argyroderma testiculare. Nach Heidrun Hartmann wird die Gattung in zwei Untergattungen gegliedert und umfasst folgende Arten:
- Untergattung Argyroderma
  - Argyroderma congregatum L.Bolus
  - Argyroderma crateriforme (L.Bolus) N.E.Br.
  - Argyroderma delaetii C.A.Maass
  - Argyroderma framesii L.Bolus
    - Argyroderma framesii subsp. framesii
    - Argyroderma framesii subsp. hallii (L.Bolus) H.E.K.Hartmann

  - Argyroderma ×octophyllum (Haw.) Schwantes
  - Argyroderma patens L.Bolus
  - Argyroderma pearsonii (N.E.Br.) Schwantes
  - Argyroderma ringens L.Bolus
  - Argyroderma subalbum (N.E.Br.) N.E.Br.
  - Argyroderma testiculare (Aiton) N.E.Br.
  - Argyroderma theartii van Jaarsv.
- Untergattung Roodia (N.E.Br.) H.E.K.Hartmann
  - Argyroderma fissum (Haw.) L.Bolus

## Nachweise

## Weiterführende Literatur
- Heidrun E. K. Hartmann: Monographie der Gattung Argyroderma N.E.Br. In: Mitteilungen aus dem Institut für Allgemeine Botanik Hamburg. Band 15, S. 121–235